# توماس غالدامس
توماس غالدامس (بالإسبانية: Thomas Galdames)‏ هو لاعب كرة قدم تشيلي، ولد في 20 نوفمبر 1998 في سانتياغو في تشيلي. لعب مع يونيون إسبانيولا.